# USS Pampanito (SS-383)
L'USS Pampanito (SS-383/AGSS-383) était un sous-marin de classe Balao de l'US Navy. Il a mené six patrouilles de guerre de 1944 à 1945 et a servi en tant que navire d'entraînement de réserve de 1960 à 1971. C'est maintenant un National Historic Landmark, conservé comme mémorial et navire musée dans le San Francisco Maritime National Park Association situé au Fisherman's Wharf de San Francisco.

## Histoire: 1943-1970
La quille du Pampanito a été posée par le chantier naval de Portsmouth à Kittery, dans le Maine, le 15 mars 1943. Il a été lancé le 12 juillet 1943 et mis en service le 6 novembre 1943.
Après essai en mer au large de New London dans le Connecticut, l'USS Pampanito transite par le canal de Panama et arrive à Pearl Harbor le 14 février 1944. Sa première patrouille de guerre, du 15 mars au 2 mai, est menée dans les atterrages sud-ouest de Saipan et Guam. Il sert comme navire de sauvetage au sud de Yap, puis touche un destroyer avec deux torpilles avant de partir pour les îles Midway et Pearl Harbor pour réparer sa coque, gravement endommagée par des charges de profondeur.
La seconde patrouille de guerre, du 3 juin au 23 juillet, a lieu au large de Kyūshū, Shikoku et Honshū. Le 23 juin, un sous-marin japonais en plongée tire deux torpilles sur le Pampanito, le manquant de peu. Le 6 juillet, il endommage une canonnière japonaise. Onze jours plus tard, il repart pour Midway.
La troisième patrouille de guerre, du 17 août au 28 septembre, une opération de groupe avec les sous-marins Growler et Sealion, est menée dans la mer de Chine méridionale. Le 12 septembre, il coule le SS Rakuyō Maru (anciennement President Harrison, navire des Dollar lines) qui transportait 1 350 prisonniers de guerre britanniques et australiens ; il coule également le navire-citerne Zuihō Maru et le Kachidoki Maru. Les Japonais survivants sont secourus par un navire escorte, tandis que les prisonniers de guerre sont laissés dans l'eau avec des radeaux et des chaloupes abandonnées. Un total de 1 159 prisonniers de guerre meurt, dont 350 sont bombardés et tués dans leur radeau de sauvetage par un navire de la Marine japonaise alors qu'ils ramaient vers la côte le lendemain. Le 15 septembre, le Pampanito retourne sur la zone de l'attaque et trouve des hommes accrochés à des radeaux de fortune. Il est capable de prendre à son bord 73 survivants britanniques et australiens et appelle trois autres sous-marins, le Sealion, le Barb et le Queenfish, pour aider aux opérations de sauvetage. Il met ensuite le cap pour Saipan, débarque les survivants, et continue en direction de Pearl Harbor.
La quatrième patrouille de guerre, du 28 octobre au 30 décembre, a lieu au large de Taïwan et de la côte sud-est de la Chine avec le Sea Cat, le Pipefish, et le Searaven. Il coule le navire cargo Shinko Maru Numéro Un, le 19 novembre, il endommage un second navire avant de mettre le cap sur Fremantle pour réparer. 
Sa cinquième patrouille de guerre, dans le golfe de Siam, du 23 janvier au 12 février 1945, avec le Guavina, a été mise en évidence par deux naufrages : le navire cargo Engen Maru le 6 février et le navire cargo-passagers Eifuku Maru le 8 février.
Radoubé à Subic Bay, le Pampanito retourne ensuite dans le golfe de Siam pour sa sixième patrouille de guerre. Opérant avec le Caiman, le Sealion, et le Mingo, il n'aperçoit qu'une seule cible avant de repartir pour Pearl Harbor.
De Pearl Harbor, le navire se rend à San Francisco pour une remise en état, puis reprend la mer pour Pearl Harbor le 1er août. Avec la fin de la guerre, le Pampanito reçoit l'ordre de retourner à San Francisco. Il est retiré du service à Mare Island le 15 décembre 1945. Il reste ensuite en réserve jusqu'en avril 1960, moment où il est affecté à la Naval Reserve Training à Mare Island Naval Shipyard. Reclassé AGSS-383 le 6 novembre 1962, il sert de navire de formation à la Naval Reserve Training à Vallejo, en Californie, jusqu'à ce qu'il soit rayé du Naval Vessel Register le 20 décembre 1971.
Le Pampanito a reçu six service stars pour son service durant la Seconde Guerre mondiale.

## Navire musée
Le Pampanito a été transformé en mémorial et musée à San Francisco, le 21 novembre 1975, transféré au Maritime Park Association (anciennement le National Maritime Museum Association) le 20 mai 1976, et a été ouvert au public le 15 mars 1982.
En 1986, le Pampanito a été inscrit dans le Registre national des lieux historiques et déclaré Monument Historique National,.
Il est maintenant détenu et exploité par la San Francisco Maritime National Park Association et est amarré au quai 45 du Fisherman's Wharf de San Francisco, où il est ouvert aux visiteurs.
Le Pampanito a effectué quatre entretiens en cale sèche depuis qu'il est devenu un mémorial et un musée. « Le Pampanito a encore plusieurs pièces en état de marche, dont un tube lance-torpille, le périscope, les moteurs, la cuisine et une machine à glace. » Le musée exécute des programmes éducatifs, comprenant celui qui permet à des groupes organisés d'enfants et d'adultes de dormir une nuit dans les 48 lits superposés du sous-marin.
Le navire a été fermé au public et déplacé en cale sèche le 23 septembre 2016 et est revenu de Bay Ship & Yacht à Alameda en Californie le 14 novembre 2016 et est actuellement ouvert au public.

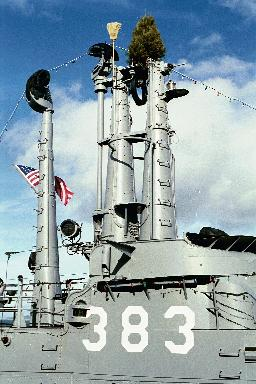
Mâts et kiosque, avec balai et sapin, en mars 2003.
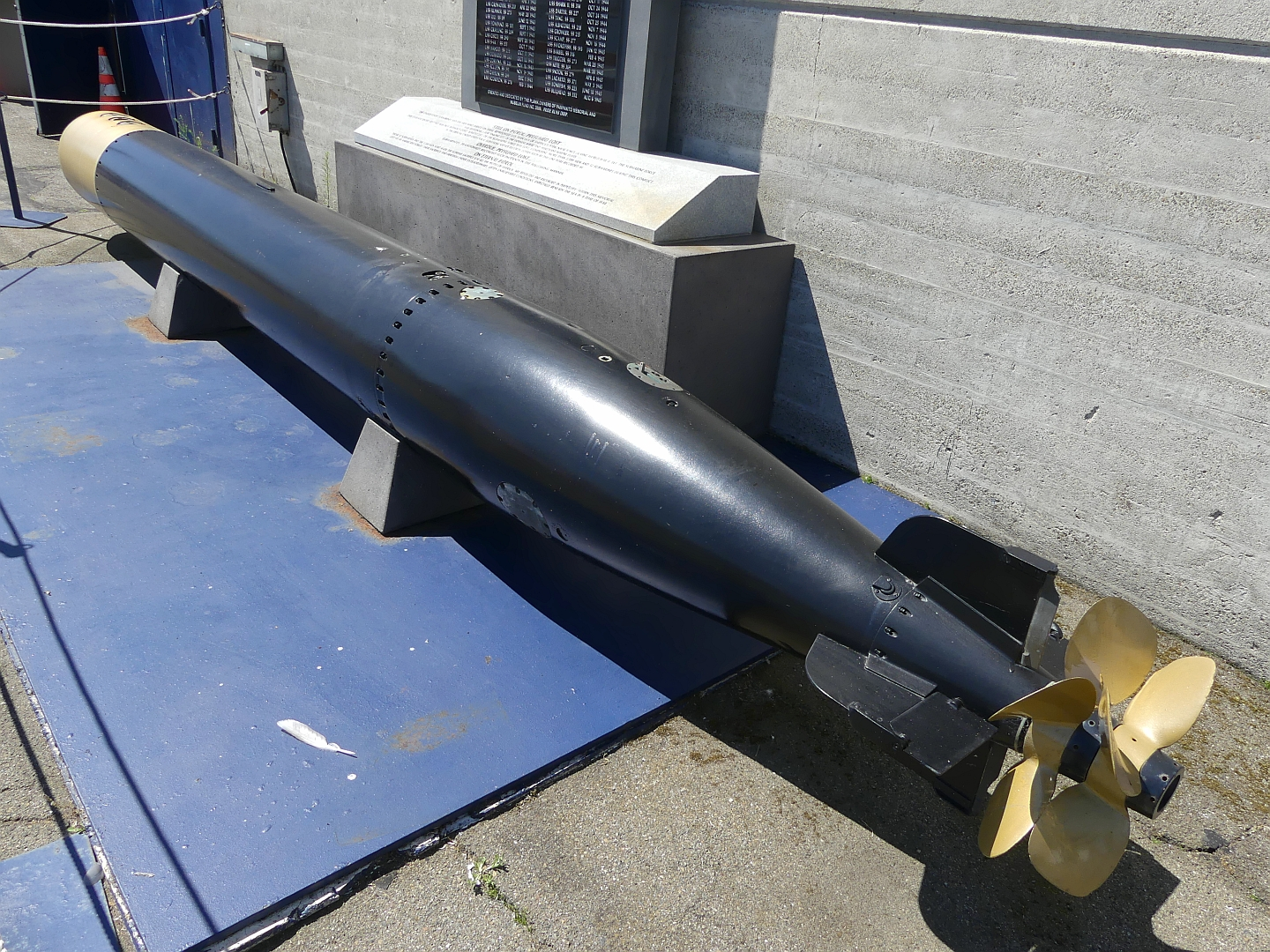
Une torpille Mark XIV exposée devant l'USS Pampanito.

## À l'écran
Le Pampanito tient le rôle du sous-marin fictif USS Stingray (SS-161) dans le film comique Touche pas à mon périscope de 1996.